# Arnoseris minima
La  Arnoseris minima  (L.) Schweigg. & Körte, 1811 è una specie di pianta angiosperma dicotiledone della famiglia delle Asteraceae.  Arnoseris minima  è anche l'unica specie appartenente al genere  Arnoseris  Gaertn., 1791.

## Etimologia
Il nome del genere ( Arnoseris ) deriva da due parole greche arnos ( = agnello o pecora) e seris ( = cicoria). L'epiteto specifico (minima) si riferisce probabilmente alle dimensioni dell'infiorescenza e del fiore in generale.

Il binomio scientifico della pianta di questa voce è stato proposto inizialmente da Carl von Linné (1707 – 1778) biologo e scrittore svedese, considerato il padre della moderna classificazione scientifica degli organismi viventi, nella pubblicazione "Species Plantarum" del 1753, perfezionato successivamente dai botanici tedeschi August Friedrich Schweigger (1783 – 1821) e Heinrich Friedrich Franz Körte (1782-1845) nella pubblicazione  Florae Erlangensis 2 del 1811. Il nome del genere è stato proposto dal botanico Joseph Gaertner (1732–1791) nella pubblicazione De Fructibus et Seminibus Plantarum ii. 355. t. 157 del 1791.

## Descrizione

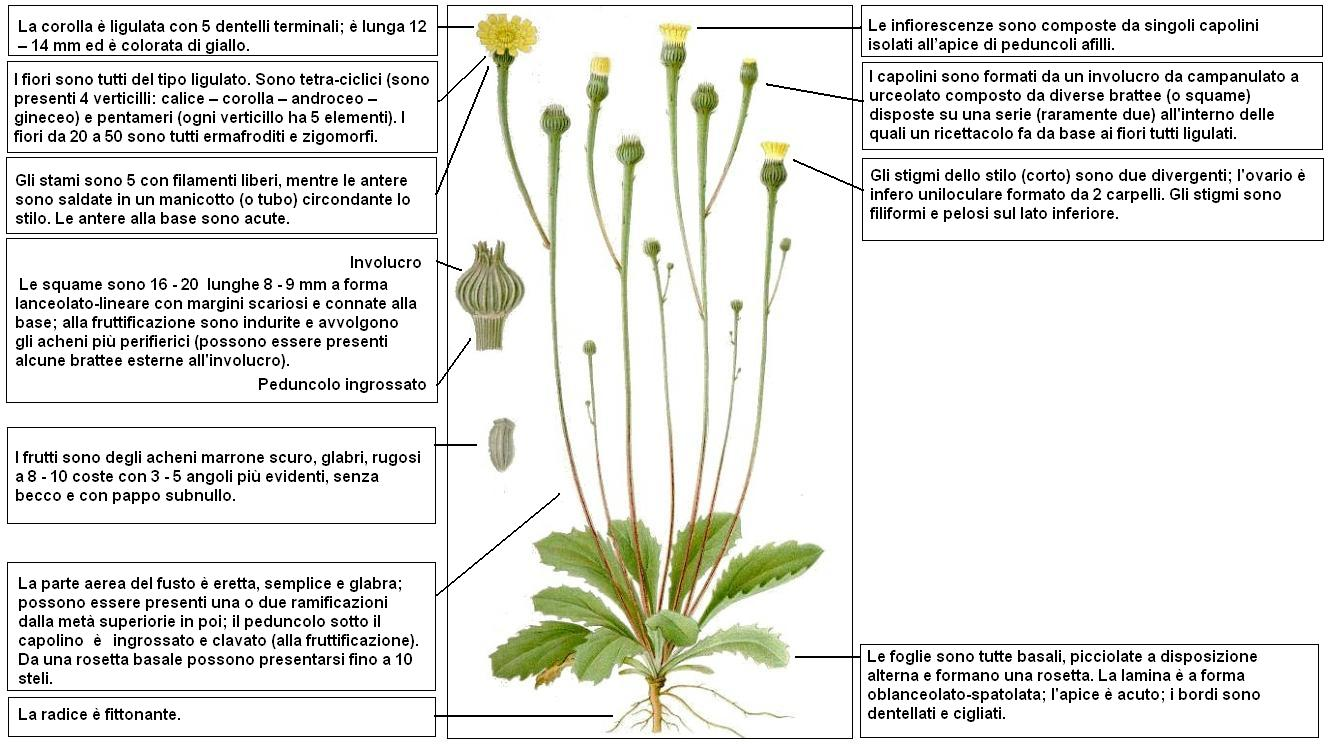
Descrizione delle parti della pianta

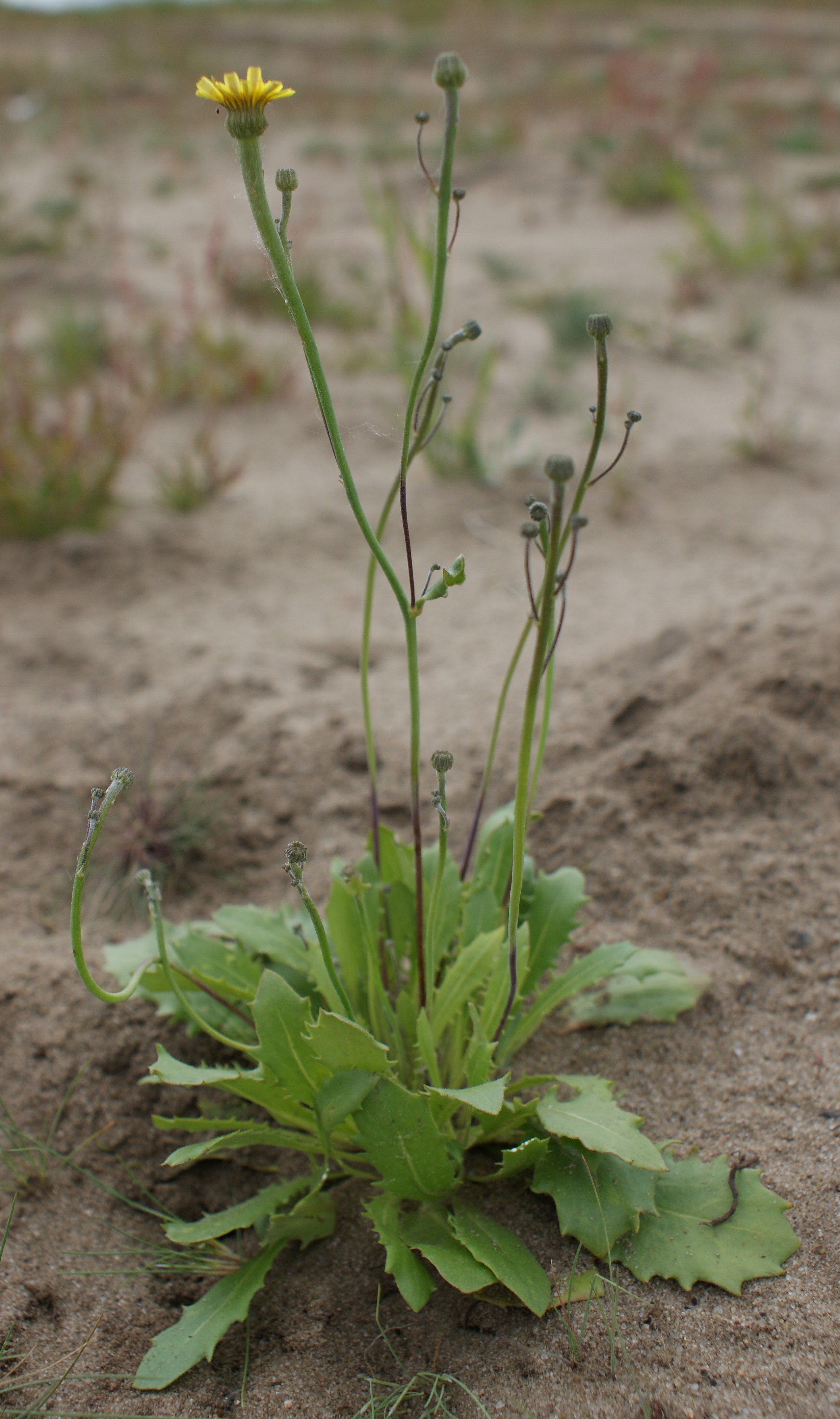
Il portamento e la rosetta basale

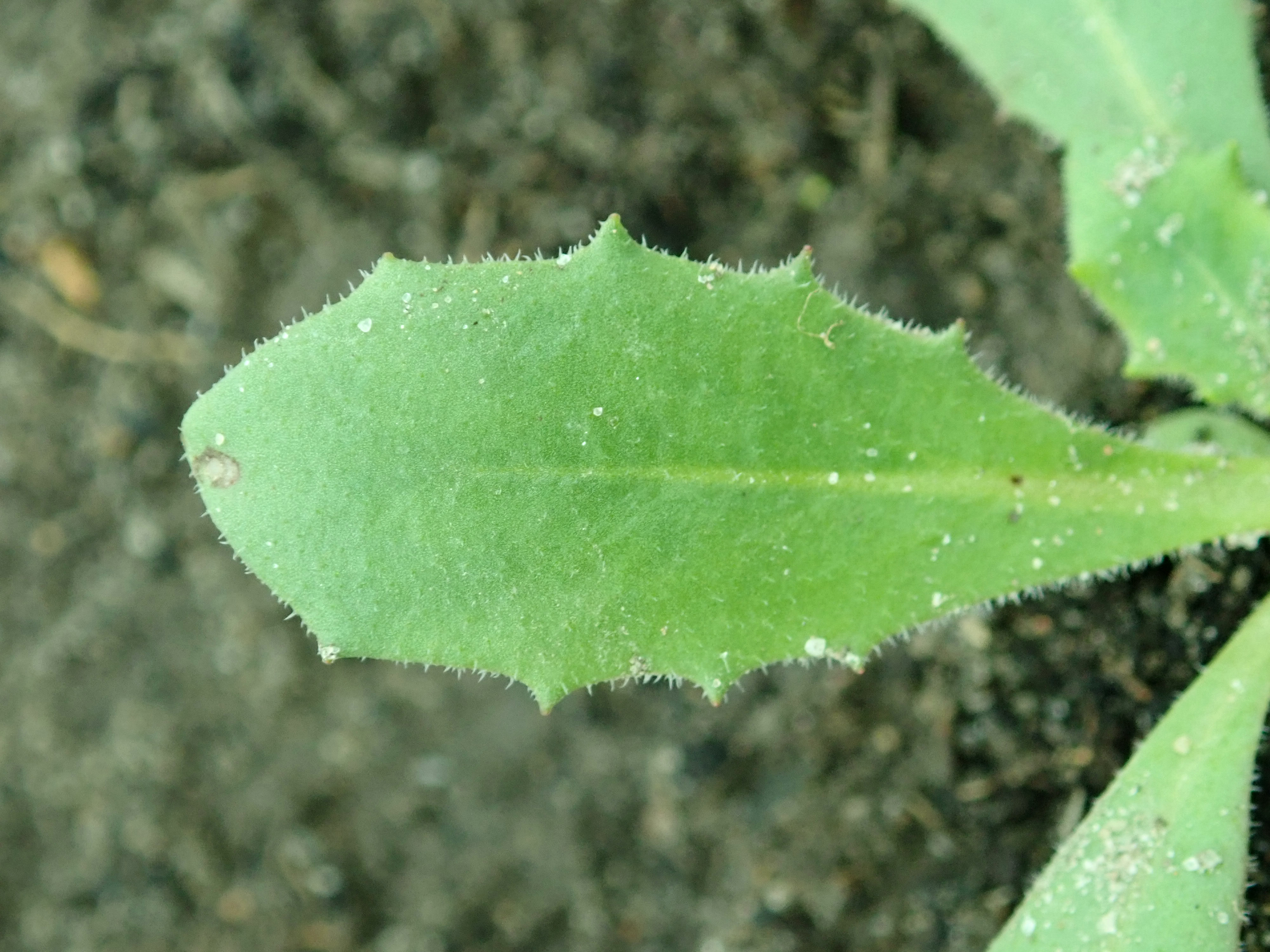
Le foglie

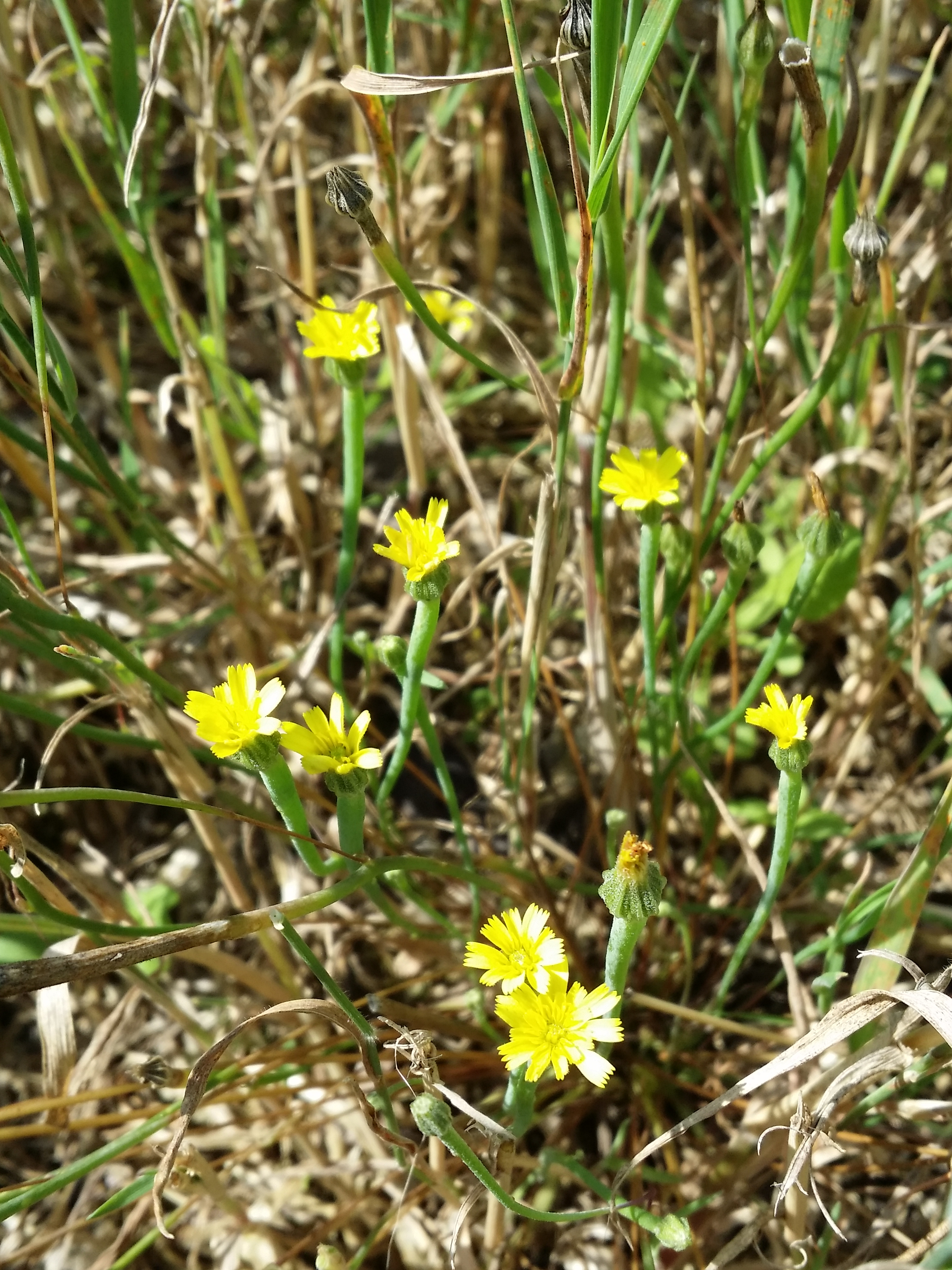
Infiorescenza

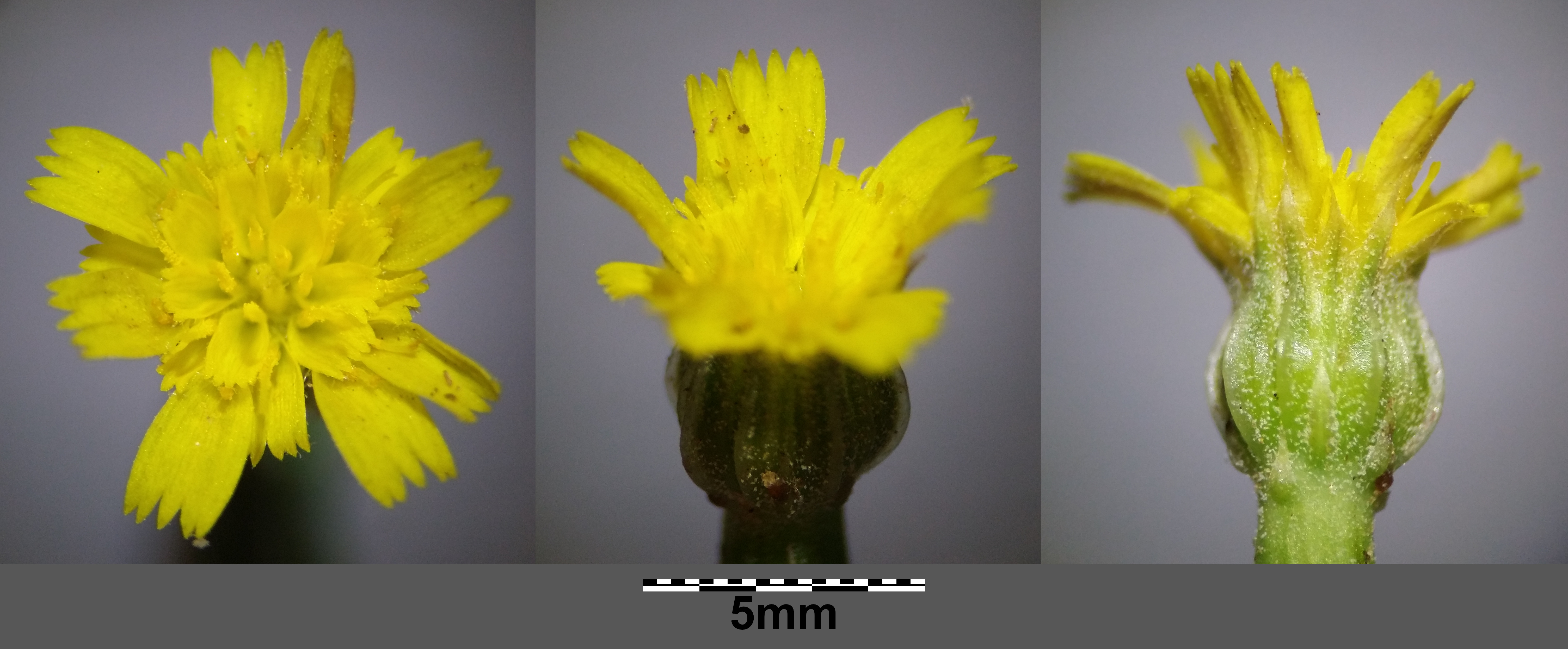
I fiori

Habitus. In queste specie sono presenti dei canali laticiferi. L'altezza varia da 5 a 20 cm (massimo 30 cm). La forma biologica della specie è terofita rosulata (T ros), ossia sono piante erbacee che differiscono dalle altre forme biologiche poiché, essendo annuali, superano la stagione avversa sotto forma di seme con le foglie disposte a formare una rosetta basale.
Radici. Le radici sono di tipo fittonante.
Fusto. La parte aerea del fusto è eretta, semplice e glabra; possono essere presenti una o due ramificazioni dalla metà superiore in poi; il peduncolo sotto il capolino è ingrossato e clavato (alla fruttificazione). Da una rosetta basale possono presentarsi fino a 10 steli.
Foglie. Le foglie sono tutte basali, picciolate a disposizione alterna e formano una rosetta alla base della pianta. La lamina è a forma oblanceolato-spatolata; l'apice è acuto; i bordi sono dentellati e cigliati. Dimensione delle foglie: larghezza 0,5 – 1 cm; lunghezza 3 – 4 cm.
Infiorescenza. Le infiorescenze sono composte da singoli capolini isolati all'apice di peduncoli afilli. I capolini sono formati da un involucro con una forma da campanulata a urceolata composto da diverse brattee (o squame) disposte su una serie (raramente due) all'interno delle quali un ricettacolo fa da base ai fiori tutti ligulati. Le squame sono 16 - 20 lunghe 8 – 9 mm a forma lanceolato-lineare con margini scariosi e connate alla base; alla fruttificazione sono indurite e avvolgono gli acheni più periferici (possono essere presenti alcune brattee esterne all'involucro). Il ricettacolo è glabro e "nudo", ossia privo di pagliette a protezione della base dei fiori. Diametro del capolino: 10 – 20 mm. Diametro dell'involucro: 4 – 8 mm. Lunghezza del peduncolo: 3 – 5 cm.
Fiori. I fiori (da 20 a 50 per capolino), tutti ligulati, sono tetra-ciclici (ossia sono presenti 4 verticilli: calice – corolla – androceo – gineceo) e pentameri (ogni verticillo ha in genere 5 elementi). I fiori sono ermafroditi, fertili e zigomorfi.
- Formula fiorale:

*/x K {\displaystyle \infty }, [C (5), A (5)], G 2 (infero), achenio
- Calice: i sepali del calice sono ridotti ad una coroncina di squame.
- Corolla: le corolle sono formate da un tubo e da una ligula terminante con 5 denti; sono lunghe 12 – 14 mm e sono colorata di giallo.
- Androceo: gli stami sono 5 con filamenti liberi e distinti, mentre le antere sono saldate in un manicotto (o tubo) circondante lo stilo.[15] Le antere alla base sono acute. Il polline è tricolporato.[16]
- Gineceo: lo stilo è filiforme. Gli stigmi dello stilo sono due divergenti con la superficie stigmatica posizionata internamente (vicino alla base).[17] Gli stigmi possono essere pelosi sul lato inferiore, oppure corti. L'ovario è infero uniloculare formato da 2 carpelli.
- Antesi: da maggio a settembre.

Frutti. I frutti sono degli acheni marrone scuro, glabri, rugosi a 8 - 10 coste con 3 - 5 angoli più evidenti, senza becco e con pappo subnullo. Lunghezza dell'achenio: 1,5 mm.

## Biologia
- Impollinazione: l'impollinazione avviene tramite insetti (impollinazione entomogama tramite farfalle diurne e notturne).
- Riproduzione: la fecondazione avviene fondamentalmente tramite l'impollinazione dei fiori (vedi sopra).
- Dispersione: i semi (gli acheni) cadendo a terra sono successivamente dispersi soprattutto da insetti tipo formiche (disseminazione mirmecoria). In questo tipo di piante avviene anche un altro tipo di dispersione: zoocoria. Infatti gli uncini delle brattee dell'involucro (se presenti) si agganciano ai peli degli animali di passaggio disperdendo così anche su lunghe distanze i semi della pianta.

## Distribuzione e habitat

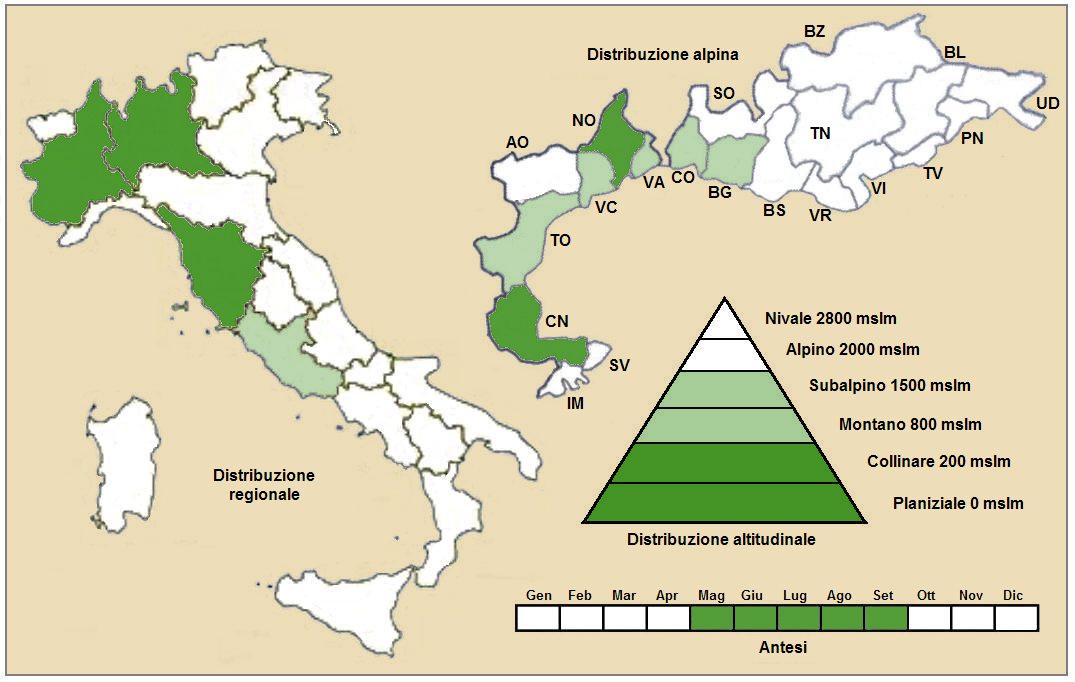
Distribuzione della pianta
(Distribuzione regionale – Distribuzione alpina)

Geoelemento: il tipo corologico (area di origine) è Ovest Europeo (Subatlantico).
Distribuzione: la specie di questa voce è di origine europea (fuori dall'Europa si trova in Anatolia, coste asiatiche del Mediterraneo e Marocco); in Italia è una specie rara e si trova in Piemonte, Lombardia e alcune regioni del Tirreno. All'estero (sempre nelle Alpi) è presente in Francia (dipartimento di Isère). Sugli altri rilievi europei si trova nella Foresta Nera, Vosgi, Massiccio Centrale, Pirenei e Carpazi. Negli Stati Uniti orientali è presente ma è considerata specie naturalizzata.
Habitat: l'habitat tipico per questa specie sono le culture di cereali (è una pianta infestante). Il substrato preferito è siliceo con pH acido, bassi valori nutrizionali del terreno che deve essere secco.
Distribuzione altitudinale: sui rilievi queste piante si possono trovare fino a 600 m s.l.m.; frequentano quindi i seguenti piani vegetazionali: subalpino, alpino e collinare (oltre a quello planiziale – a livello del mare).

### Fitosociologia
Dal punto di vista fitosociologico alpino questa specie appartiene alla seguente comunità vegetale:
Formazione: delle comunità terofitiche pioniere nitrofile
Classe: Stellarietea mediae
Ordine: Centaureetalia cyani
Alleanza: Scleranthion annui
Associazione: Arnoseridenion

## Tassonomia
La famiglia di appartenenza di questa voce (Asteraceae o Compositae, nomen conservandum) probabilmente originaria del Sud America, è la più numerosa del mondo vegetale, comprende oltre 23.000 specie distribuite su 1.535 generi, oppure 22.750 specie e 1.530 generi secondo altre fonti (una delle checklist più aggiornata elenca fino a 1.679 generi). La famiglia attualmente (2021) è divisa in 16 sottofamiglie.
Il basionimo per questa specie è: Hyoseris minima L., 1753.

### Filogenesi
Il genere della specie di questa voce appartiene alla sottotribù Cichoriinae della tribù Cichorieae (unica tribù della sottofamiglia Cichorioideae). In base ai dati filogenetici la sottofamiglia Cichorioideae è il terz'ultimo gruppo che si è separato dal nucleo delle Asteraceae (gli ultimi due sono Corymbioideae e Asteroideae). La sottotribù Cichoriinae fa parte del "quinto" clade della tribù; in questo clade insieme alla sottotribù Microseridinae forma un "gruppo fratello".
I seguenti caratteri sono distintivi per la sottotribù:
- sono presenti dei canali laticiferi (non resinosi);
- i fiori sono in genere bluastri;
- il pappo è minuto (quasi assente) con forme irregolari e circondato da scaglie acute.

La sottotribù, da un punto di vista filogenetico, è suddivisa in due subcadi principali. Nel primo subclade Erythroseris e Cichorium formano un "gruppo fratello", mentre Phalacroseris occupa una posizione basale ad entrambi. Nel second subclade Arnoseris e Tolpis formano un "gruppo fratello", mentre Rothmaleria occupa una posizione basale ad entrambi. In precedenti trattazioni il genere di questa voce era descritto all'interno della sottotribù Hypochaeridinae.
I caratteri distintivi per questa specie sono:
- il ciclo biologico della specie è annuale;
- il portamento è rosulato con foglie a forma spatolata.
- le brattee dell'involucro sono disposte su una sola serie;
- il pappo è assente.

Il numero cromosomico di A. minima è: 2n = 18 (specie diploide).

### Sinonimi
La specie di questa voce, in altri testi, può essere chiamato con nomi diversi. L'elenco che segue indica alcuni tra i sinonimi più frequenti:
- Arnoseris clavata Bubani
- Arnoseris pusilla Gaertner
- Cichorium arnoseris E.H.L.Krause
- Hyoseris exigua Salisb.
- Hyoseris sprengelii Steud.
- Lapsana gracilis Lam.
- Lapsana minima (L.) All.
- Lapsana pusilla Willd.